# Rắn đuôi nhện
Rắn đuôi nhện (Pseudocerastes urarachnoides) là một loài rắn trong họ Rắn lục. Loài này được Bostanchi Anderson, Kami & Papenfuss mô tả khoa học đầu tiên năm 2006. Loài rắn độc đuôi nhện này dễ nhận thấy bởi đặc trưng là chiếc đuôi giống hệt thân nhện với các tua như chân nhện. Loài rắn này thường được tìm thấy ở các vùng sa mạc ở phía tây của Iran. Tuy được biết đến nhiều năm trước nhưng mãi đến năm 2006, loài rắn này mới được công nhận và có tên khoa học là Pseudocerastes urarachnoides. Chiếc đuôi đặc biệt này có tác dụng để dụ dỗ con mồi. Đây là loài rắn cực nguy hiểm và thông minh, chúng thậm chí còn có thể bắt chước các chuyển động của loài nhện.

## Từ nguyên
Tên riêng khoa học, urarachnoides, có nguồn gốc từ tiếng Hy Lạp cổ đại (οὐρά đuôi + ἀράχνη nhện + οειδής giống), và đề cập đến chóp đuôi giống như nhện của loài rắn này, tương tự như tên gọi thông dụng là rắn đuôi nhện.

## Bắt chước và hành vi

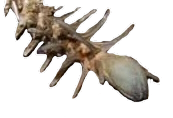
Cận cảnh chiếc đuôi

Loài rắn này rất giỏi bắt chước, với chiếc đuôi trông giống như một con nhện hoặc các loài hình nhện khác. Các tác giả mô tả loài này đã đoán rằng nó được dùng làm mồi nhử để thu hút các loài chim, vì người ta đã tìm thấy một con sơn ca bị tiêu hóa trong dạ dày của một mẫu vật rắn.
Chóp đuôi được sử dụng để làm mồi nhử ở một số loài rắn khác, bao gồm Bitis caudalis, Crotalus cerastes, Sistrurus catenatus, Agkistrodon contortrix, Acanthophis antarcticus, Acanthophis praelongus, Morelia viridis, nhưng không có loài nào trong số này có vảy thon dài độc đáo khiến nó trông giống các phần phụ của động vật chân đốt. Việc sử dụng đuôi để thu hút chim trong thực tế (một ví dụ về nhử bằng đuôi) đã được xác nhận trong các nghiên cứu thực địa; chiếc đuôi di chuyển theo hình số tám.
Đoạn phim về loài rắn đuôi nhện sử dụng đuôi của nó để nhử một con chim di cư được xuất hiện trong tập Châu Á của loạt phim Seven Worlds, One Planet của BBC, do David Attenborough tường thuật.

## Phân loại sinh học
Các nghiên cứu phân tử trên cytochrome b cho thấy loài rắn này có quan hệ gần gũi với loài Pseudocerastes persicus hơn là với loài Pseudocerastes fieldi.